# Балтачевский район
Балта́чевский райо́н (баш. Балтаc районы) — административно-территориальная единица (район) и муниципальное образование (муниципальный район) в её границах под наименованием муниципальный район Балтачевский район (баш. Балтас районы муниципаль районы) в составе Республики Башкортостан Российской Федерации.
Административный центр — село Старобалтачево.

## География
Район находится в северо-восточной части Прибельской увалисто-волнистой равнины. Площадь района составляет 1598 км².
Климат умеренно континентальный, незначительно засушливый. По территории района протекает река Быстрый Танып с притоками. Почвы представлены главным образом серыми лесными и оподзоленными чернозёмами, а по долине реки Быстрый Танып — пойменными. Широколиственно-хвойные леса занимают 21,6 % площади района. В районе имеются месторождения нефти (Шавьядинское, Степановское), глины (Балтачевское, Якшеевское, Сейтяковское).

## История
Все населенные пункты района возникли на вотчинных землях башкирских волостей: Таныпской, Тазларской, Унларской (Ун, Суун, Байкы, Кыр-ун, Унларской тюб).
Образован 20 августа 1930 года, когда, согласно постановлению президиума ВЦИК, было ликвидировано разделение Башкирской АССР на кантоны и образовано 48 районов.

## Население
| 1989    | 2002    | 2008    | 2009    | 2010    | 2012    | 2013    | 2014    | 2015    |
| ------- | ------- | ------- | ------- | ------- | ------- | ------- | ------- | ------- |
| 24 995  | ↘24 695 | ↘23 569 | ↘23 345 | ↘21 623 | ↘20 889 | ↘20 385 | ↘19 791 | ↘19 521 |
| 2016    | 2017    | 2021    |         |         |         |         |         |         |
| ↘19 196 | ↘18 981 | ↘18 594 |         |         |         |         |         |         |

Согласно прогнозу Минэкономразвития России, численность населения будет составлять:
- 2024 — 18,26 тыс. чел.
- 2035 — 16,46 тыс. чел.

### Национальный состав
Согласно Всероссийской переписи населения 2010 года: башкиры — 51,1 %, татары — 31,2 %, марийцы — 12,6 %, русские — 2,5 %, удмурты — 2,3 %, лица других национальностей — 0,3 %.
По итогам переписи населения 2020 года проживали следующие национальности (национальности менее 0,1 % и другое см. в сноске к строке «Другие»):
| Национальность | Численность, чел. | Доля     |
| -------------- | ----------------- | -------- |
| Башкиры        | 9590              | 51,58 %  |
| Татары         | 6466              | 34,77 %  |
| Марийцы        | 1721              | 9,26 %   |
| Русские        | 466               | 2,51 %   |
| Удмурты        | 249               | 1,34 %   |
| Другие         | 102               | 0,54 %   |
| Итого          | 18 594            | 100,00 % |

### Языковой состав
Согласно Всероссийской переписи населения 2010 года родными языками населения являлись: татарский — 67,4%, башкирский — 13,6 %, марийский — 13 %, русский — 3,2 %, удмуртский — 2,2 % .
Согласно Всероссийской переписи населения 2020 года родными языками населения являлись: татарский — 46,1 %, башкирский — 39,2 %, марийский — 10 %, русский — 2,9 %, удмуртский — 1,3 %.

## Административное деление
В Балтачевский район как административно-территориальную единицу республики входит 15 сельсоветов.
В одноимённый муниципальный район в рамках местного самоуправления входит 15 муниципальных образований со статусом сельского поселения:
| №     | Муниципальное образование    | Административный центр | Количество населённых пунктов | Население (чел.) | Площадь (км²) |
| ----- | ---------------------------- | ---------------------- | ----------------------------- | ---------------- | ------------- |
| 1e-06 | Сельское поселение           |                        |                               |                  |               |
| 1     | Богдановский сельсовет       | деревня Старотимкино   | 2                             | ↘770             |               |
| 2     | Верхнеянактаевский сельсовет | деревня Новоямурзино   | 5                             | ↘761             |               |
| 3     | Кундашлинский сельсовет      | деревня Кундашлы       | 4                             | ↘666             |               |
| 4     | Кунтугушевский сельсовет     | деревня Нижнеиванаево  | 6                             | ↘1123            |               |
| 5     | Нижнекарышевский сельсовет   | деревня Верхнекарышево | 9                             | ↘1290            |               |
| 6     | Нижнесикиязовский сельсовет  | село Нижнесикиязово    | 8                             | ↘1087            |               |
| 7     | Норкинский сельсовет         | деревня Норкино        | 3                             | ↘603             |               |
| 8     | Сейтяковский сельсовет       | село Сейтяково         | 5                             | →884             |               |
| 9     | Старобалтачевский сельсовет  | село Старобалтачево    | 5                             | ↗6967            |               |
| 10    | Староянбаевский сельсовет    | деревня Староянбаево   | 7                             | ↘937             |               |
| 11    | Тошкуровский сельсовет       | деревня Тошкурово      | 6                             | ↘1185            |               |
| 12    | Тучубаевский сельсовет       | село Тучубаево         | 6                             | ↘805             |               |
| 13    | Шавьядинский сельсовет       | деревня Шавьяды        | 4                             | ↘549             |               |
| 14    | Штандинский сельсовет        | деревня Штанды         | 6                             | ↘887             |               |
| 15    | Ялангачевский сельсовет      | деревня Ялангачево     | 3                             | ↘467             |               |

### Населённые пункты
| №  | Населённый пункт   | Тип     | Население | Муниципальное образование    |
| -- | ------------------ | ------- | --------- | ---------------------------- |
| 1  | Анновка            | деревня | ↘71       | Нижнекарышевский сельсовет   |
| 2  | Ардагыш            | деревня | ↘37       | Штандинский сельсовет        |
| 3  | Асавка             | деревня | ↘416      | Тошкуровский сельсовет       |
| 4  | Бигильдино         | деревня | ↘232      | Староянбаевский сельсовет    |
| 5  | Богданово          | село    | ↘454      | Богдановский сельсовет       |
| 6  | Буляк              | деревня | ↘20       | Тучубаевский сельсовет       |
| 7  | Верхнеиванаево     | деревня | ↘296      | Кунтугушевский сельсовет     |
| 8  | Верхнекансиярово   | деревня | ↘211      | Тучубаевский сельсовет       |
| 9  | Верхнекарышево     | деревня | ↘439      | Нижнекарышевский сельсовет   |
| 10 | Верхнеянактаево    | деревня | ↘171      | Верхнеянактаевский сельсовет |
| 11 | Гарейка            | деревня | ↘39       | Нижнесикиязовский сельсовет  |
| 12 | Зилязекулево       | деревня | ↘146      | Нижнекарышевский сельсовет   |
| 13 | Имяново            | деревня | ↘169      | Норкинский сельсовет         |
| 14 | Иштиряково         | деревня | ↘201      | Верхнеянактаевский сельсовет |
| 15 | Казанка            | деревня | ↘11       | Кундашлинский сельсовет      |
| 16 | Кизганбашево       | деревня | ↘158      | Нижнекарышевский сельсовет   |
| 17 | Кузеево            | деревня | ↘127      | Шавьядинский сельсовет       |
| 18 | Кумьязы            | деревня | ↘532      | Старобалтачевский сельсовет  |
| 19 | Кундашлы           | деревня | ↘597      | Кундашлинский сельсовет      |
| 20 | Кунтугушево        | деревня | ↘247      | Кунтугушевский сельсовет     |
| 21 | Курачево           | деревня | ↘226      | Кундашлинский сельсовет      |
| 22 | Кызыл Восток       | деревня | ↘43       | Нижнекарышевский сельсовет   |
| 23 | Кызыл-Куль         | деревня | ↘22       | Нижнекарышевский сельсовет   |
| 24 | Магашлы-Алмантаево | деревня | ↘248      | Нижнесикиязовский сельсовет  |
| 25 | Манагазово         | деревня | ↘87       | Тошкуровский сельсовет       |
| 26 | Мата               | деревня | ↘407      | Штандинский сельсовет        |
| 27 | Мишкино            | деревня | ↘326      | Ялангачевский сельсовет      |
| 28 | Мищерово           | деревня | ↘164      | Тошкуровский сельсовет       |
| 29 | Начарово           | деревня | ↘268      | Нижнекарышевский сельсовет   |
| 30 | Нижнеиванаево      | деревня | ↘314      | Кунтугушевский сельсовет     |
| 31 | Нижнекансиярово    | деревня | ↘155      | Тучубаевский сельсовет       |
| 32 | Нижнекарышево      | село    | ↘387      | Нижнекарышевский сельсовет   |
| 33 | Нижнесикиязово     | село    | ↘459      | Нижнесикиязовский сельсовет  |
| 34 | Нижнеянактаево     | деревня | ↘89       | Верхнеянактаевский сельсовет |
| 35 | Новобалтачево      | деревня | ↘337      | Тошкуровский сельсовет       |
| 36 | Новодюртюкеево     | деревня | ↘57       | Сейтяковский сельсовет       |
| 37 | Новосултангулово   | деревня | ↘0        | Староянбаевский сельсовет    |
| 38 | Новотошкурово      | деревня | ↘2        | Штандинский сельсовет        |
| 39 | Новоуразаево       | деревня | ↘44       | Кунтугушевский сельсовет     |
| 40 | Новоякшеево        | деревня | ↗40       | Нижнесикиязовский сельсовет  |
| 41 | Новоямурзино       | деревня | ↘297      | Верхнеянактаевский сельсовет |
| 42 | Новоянбаево        | деревня | ↘2        | Староянбаевский сельсовет    |
| 43 | Норкино            | деревня | ↘406      | Норкинский сельсовет         |
| 44 | Рахимкулово        | деревня | ↘45       | Кундашлинский сельсовет      |
| 45 | Сандугач           | деревня | →1        | Штандинский сельсовет        |
| 46 | Сейтяково          | село    | ↘746      | Сейтяковский сельсовет       |
| 47 | Старобалтачево     | село    | ↗7022     | Старобалтачевский сельсовет  |
| 48 | Стародюртюкеево    | деревня | ↘83       | Сейтяковский сельсовет       |
| 49 | Староиликеево      | деревня | ↘169      | Старобалтачевский сельсовет  |
| 50 | Старосултангулово  | деревня | ↘25       | Староянбаевский сельсовет    |
| 51 | Старотимкино       | деревня | ↘505      | Богдановский сельсовет       |
| 52 | Староякшеево       | деревня | ↘528      | Старобалтачевский сельсовет  |
| 53 | Староямурзино      | деревня | ↘162      | Сейтяковский сельсовет       |
| 54 | Староянбаево       | деревня | ↘325      | Староянбаевский сельсовет    |
| 55 | Старые Каргалы     | деревня | ↘202      | Тучубаевский сельсовет       |
| 56 | Ташлы-Елга         | деревня | ↘105      | Нижнесикиязовский сельсовет  |
| 57 | Тибелево           | деревня | ↘189      | Шавьядинский сельсовет       |
| 58 | Тошкурово          | деревня | ↘436      | Тошкуровский сельсовет       |
| 59 | Тузлубино          | деревня | ↘245      | Кунтугушевский сельсовет     |
| 60 | Туктаево           | деревня | ↘115      | Старобалтачевский сельсовет  |
| 61 | Тутагачево         | деревня | ↘308      | Нижнесикиязовский сельсовет  |
| 62 | Тучубаево          | село    | ↘381      | Тучубаевский сельсовет       |
| 63 | Тыканово           | деревня | ↘96       | Шавьядинский сельсовет       |
| 64 | Уразаево           | деревня | ↘420      | Староянбаевский сельсовет    |
| 65 | Урта-Елга          | деревня | ↘46       | Нижнесикиязовский сельсовет  |
| 66 | Усманово           | деревня | ↘151      | Норкинский сельсовет         |
| 67 | Чипчиково          | деревня | ↘16       | Тошкуровский сельсовет       |
| 68 | Чишма              | деревня | ↘152      | Верхнеянактаевский сельсовет |
| 69 | Чиятау             | деревня | →5        | Тучубаевский сельсовет       |
| 70 | Чукалы             | деревня | ↘119      | Староянбаевский сельсовет    |
| 71 | Чурапаново         | деревня | ↘44       | Сейтяковский сельсовет       |
| 72 | Чуртанлыкуль       | деревня | ↘129      | Нижнекарышевский сельсовет   |
| 73 | Шавьяды            | деревня | ↘269      | Шавьядинский сельсовет       |
| 74 | Штанды             | деревня | ↘568      | Штандинский сельсовет        |
| 75 | Явьязы             | деревня | →0        | Штандинский сельсовет        |
| 76 | Ягафаровка         | деревня | ↘0        | Нижнесикиязовский сельсовет  |
| 77 | Якунино            | деревня | ↘70       | Ялангачевский сельсовет      |
| 78 | Ялангачево         | деревня | ↘211      | Ялангачевский сельсовет      |
| 79 | Янтимирово         | деревня | ↘205      | Кунтугушевский сельсовет     |

## Экономика
Район отличается высокой степенью сельскохозяйственной освоенности территории. Специализируется на выращивании зерна, картофелеводстве, молочно-мясном скотоводстве и свиноводстве. Имеется плодово-ягодный питомник, развито пчеловодство. Промышленность представлена мелкими предприятиями, выпускающими деловую древесину, пиломатериалы (лесхоз); кирпич строительный («Стройкерамика»); керамзитоблоки (МП «Поиск»); гвозди (МП «Диана»). Работают маслозавод, элеватор, Балтачевское ДРСУ филиал ОАО «Башкиравтодор».
Район пересекает автомобильная дорога Бураево — Старобалтачево — Куеда.

## Социальная сфера
В районе действуют 57 общеобразовательных школ, в том числе 19 средних, профессиональное училище, 30 массовых библиотек, 43 клубных учреждения, 6 больниц. 
С 1931 года издаётся районная газета «Балтач таңнары» (в 1931-46 годах «Генераль сызык өчен», в 1946-1991 годах «Җиңү байрагы», в 1991-2002 годах «Азатлык») на татарском языке, тиражом примерно 6000 шт. Также при редакции татарской газеты издается газета «Танып тулҡынҙары» на башкирском языке, тиражом около 400 шт.